# 245
El 245 (CCXLV) fou un any comú començat en dimecres del calendari julià.

## Naixements
- Dioclea (Il·líria): Dioclecià, emperador romà. (m. 312)[1]